# Zadnja ploča
Zadnja ploča peti je studijski album hrvatskog pop-rock-sastava Srebrna krila, koji izlazi krajem 1982. godine, a objavljuje ga Jugoton. Album donosi hitove "Dolina našeg sna", "Sezame, otvori se", "Ljiljana, čuvaj se", "Praštam ti" i obradu pjesme "Toplo ljeto" skupine Pro Arte.

## Popis pjesama
1. Sezame, otvori se (3:35)
2. Ljiljana, čuvaj se (3:11)
3. Vodim te u Rio (2:42)
4. Praštam ti (3:29)
5. Reci da me voliš (4:00)
6. Dolina našeg sna (3:17)
7. Kad te napuste svi (3:18)
8. Pusti da ti sviram (3:21)
9. Nema vremena za nas (3:32)
10. Toplo ljeto (3:40)

## Osoblje
- Vlado Kalember, vokali, bas
- Duško Mandić, gitare, prateći vokali
- Mustafa Ismailovski, klavijature, prateći vokali
- Slavko Pintarić Pišta, bubnjevi, udaraljke, prateći vokali